# 虔誠願望之請求

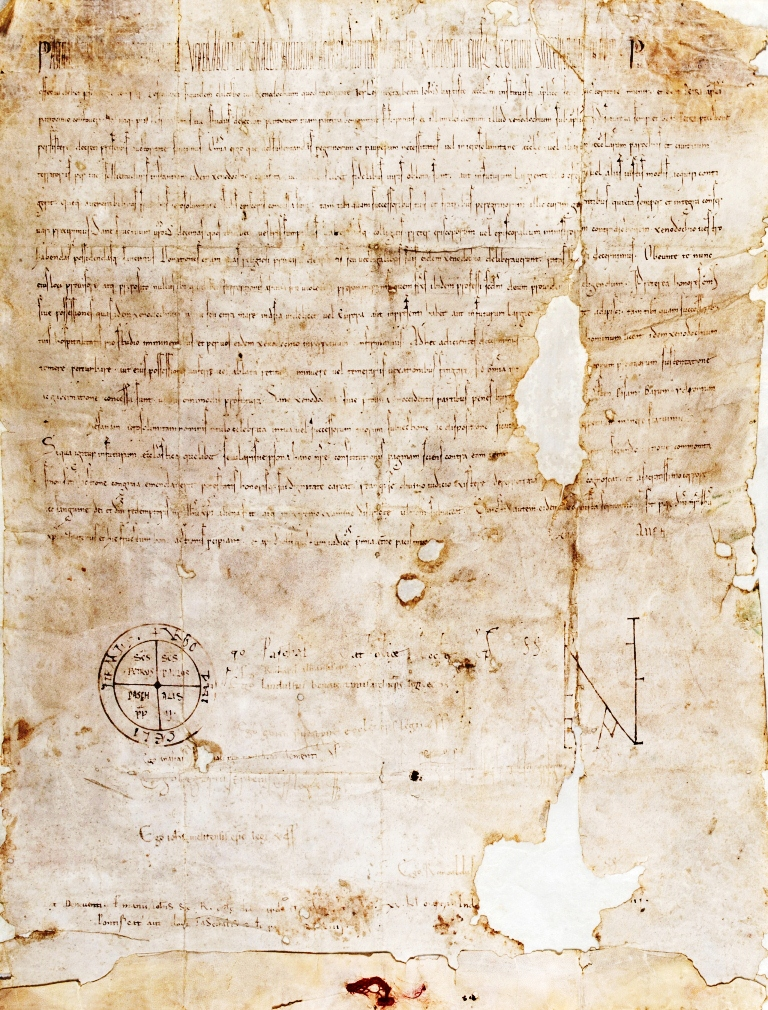
《虔誠願望之請求》

《虔誠願望之請求》（拉丁語：Pie postulatio voluntatis）是指在1113年2月15日時，教宗巴斯加二世在義大利貝內文托頒布的教宗詔書。在教宗詔書中，教宗正式承認醫院騎士團的成立，並確認醫院騎士團的獨立性和主權。目前這份文件保存在馬爾他瓦勒他的馬爾他國家圖書館。

## 外部連結
- Text of the bull in English